# Coll de la Pradella
El Coll de la Pradella és una collada situada a 1.959,1 m alt en el límit dels termes comunals de Bolquera i de Font-romeu, Odelló i Vià, tots dos de la comarca de l'Alta Cerdanya, a la Catalunya del Nord. És a l'extrem nord-oest del terme de Bolquera, a prop a migdia de l'Estany de la Pradella, damunt del termenal amb Font-romeu, Odelló i Vià i molt a prop del termenal amb Angostrina i Vilanova de les Escaldes.